# Olympische Jugend-Sommerspiele 2018/Teilnehmer (El Salvador)
| Gelbes Symbol für Goldmedaillen mit stilisierten Olympischen Ringen | Graues Symbol für Silbermedaillen mit stilisierten Olympischen Ringen | Braundes Symbol für Bronzemedaillen mit stilisierten Olympischen Ringen |
| ------------------------------------------------------------------- | --------------------------------------------------------------------- | ----------------------------------------------------------------------- |
| —                                                                   | —                                                                     | —                                                                       |

Die Jugend-Olympiamannschaft aus El Salvador für die III. Olympischen Jugend-Sommerspiele vom 6. bis 18. Oktober 2018 in Buenos Aires (Argentinien) bestand aus vier Athleten.

## Athleten nach Sportarten

### Badminton
Jungen
- Uriel Canjura
Einzel: 9. Platz
Mixed: 5. Platz (im Team Gamma)

### Leichtathletik
| Mädchen - Melany Trejo 5 km Gehen: 13. Platz | Jungen - Víctor Steiner 110 m Hürden: 6. Platz - Gilberto Menjívar 5 km Gehen: 5. Platz |